# Комаровський Олександр Миколайович
Комаровський Олександр Миколайович (нар. 7 (20) травня 1906, Санкт-Петербург — 19 листопада 1973, Москва) — радянський господарський, державний і військовий діяч, генерал армії, Герой Соціалістичної Праці (1949).

## Ранні роки
Народився в сім'ї інженера-гідротехніка. Батько, Микола Олександрович, залишився на службі у відомстві шляхів сполучення після Жовтневого перевороту, під час громадянської війни був переведений в Московсько-Окський округ шляхів сполучення, у зв'язку з чим сім'я переїхала до Москви.
У Москві Олександр Комаровський закінчив Московську дослідно-показову школу № 110 (імені Ф. Нансена в 1923 році), водний факультет Московського інституту інженерів транспорту в 1928 році. З 1928 року працював у Московському проектному бюро Свірбуду, автор проектів декількох гребель і гідротехнічних споруд. Тоді ж займався вивченням впливу льоду на гідротехнічні споруди, на початку 30-х років видав ряд праць на цю тему: «Структура і фізичні властивості крижаного покриву прісних вод», «Дії крижаного покриву на споруди та боротьба з ним», «Зимова робота затворів гідротехнічних споруд».

## На будівництві Каналу ім. Москви та інших об'єктах
У 1931 році був начальником гідротехнічного сектора управління будівництва Каналу. З квітня 1934 року — заступник начальника робіт Південного (Московського) району будівництва каналу. З травня 1936 року — начальник робіт центрального району каналу. Там проявив себе талановитим інженером, видатним організатором робіт і принциповим керівником. За роботу на будівництві каналу нагороджений своєю першою нагородою — орденом Леніна.
Після закінчення будівництва Каналу імені Москви в 1937 році Комаровський призначений заступником начальника будівництва Куйбишевського гідровузла. Вивчивши об'єкт, прийшов до висновку про помилковість вибору місця будівництва через несприятливі геологічні умови. До того часу будівництво вже велося повним ходом, для чого було організовано Самарлаг ГУЛАГу на 30 000 ув'язнених. З цього приводу Комаровський вступив в жорсткий конфлікт з начальником будівництва С. Я. Жуком. Зрештою будівництво було зупинено, а в повоєнний час розпочато в іншому місці.

## Німецько-радянська війна
У перші дні війни Комаровський призначений начальником управління з будівництва оборонних споруд Головного управління оборонних робіт НКВС СРСР. 5 серпня 1941 бригадний інженер Комаровський призначений начальником 5-го управління оборонних робіт, що виконував завдання з будівництва оборонних рубежів для Південного і Південно-Західного фронтів. Основні сили управління були спрямовані на будівництво оборонних рубежів під Харковом. У жовтні 1941 року на базі управління була сформована 5-а саперна армія на чолі з Комаровським, яка спрямована на будівництво Сталінградського оборонного обводу.
Постановою ДКО № 1181 сс від 22 січня 1942 «Про передачу матеріальних ресурсів та будівельних організацій з будівництва Сталінградських рубежів на будівництво Бакальського заводу (Челябінська обл.)» був звільнений з посади командувача 5 саперною армією і від роботи в наркоматі Оборони і переведений в НКВД. 5 саперна армія продовжувала виконання робіт на доручених їй рубежах. З Комаровським в Челябінськ прибула група співробітників НКВС, 10-15 осіб, які займали в 5 саперній армії різні посади, і кістяк оперативно-чекістського відділу управління ВТТ та будівництва Бакальського металургійного комбінату.
Комаровський, ціною життя кількох тисяч трудмобілізованних німців (мінімальна оцінка не менше 6 тисяч осіб загиблих від голоду, хвороб і розстріляних за так званий саботаж, домігся вже 19 квітня 1943 першої плавки Челябінського металургійного заводу.
За даними документальної книги радянського німця Герхарда Вольтера «Зона повного спокою», посада Комаровського називалася «Начальник Управління будівництва БМК НКВС СРСР». Згідно з наказом по НКВС СРСР в січні 1942 року, підписаного наркомом Л. П. Берія, Комаровський був призначений «начальником Управління ВТТ та будівництва Бакальського металургійного комбінату — Бакалстрой НКВС СРСР» (з 13 серпня 1942 року — Челябметаллургстрой НКВС СРСР) .
Під його керівництвом на будівництві працювало в 1944 році понад 44 000 чоловік. При цьому вільнонаймані становили малу частину будівельників. Значну частину становили трудмобілізовані радянські німці, а також трудмобілізовані з Середньо-Азіатського військового округу і військовополонені німецького Вермахту.
- Генерал-майор інженерно-технічної служби (22.02.1943).
- Квітень — травень 1944 року — начальник Закавказметаллургстроя НКВС СРСР (будівництво металургійного комбінату в Руставі), Грузинська РСР.
- У травні 1944 року Комаровський став начальником Головного управління таборів промислового будівництва НКВС СРСР (Главпромстрой НКВД).

## Післявоєнний час
У 1944 році Комаровський призначений начальником Головного управління таборів промислового будівництва НКВД. Відповідав за будівництво особливо важливих об'єктів, виконуваних силами ув'язнених ГУЛАГу. Так, в 1948—1953 роках очолював будівництво комплексу будівель Московського державного університету імені М. В. Ломоносова, в тому числі Головної будівлі МДУ.
У 1951—1952 роках — начальник Головного управління таборів з будівництва нафтопереробних заводів і підприємств штучного рідкого палива МВС СРСР. У 1952—1953 роках вдруге начальник Головного управління таборів промислового будівництва МВС СРСР.
Але головним напрямком діяльності Комаровського з 1945 року було будівництво об'єктів для «атомного проекту» СРСР.
З початку будівництва заводу № 817 (сучасний комбінат «Маяк»), Комаровський притягувався до рішень питань постачання у складі комісії при інженерно-технічній раді Спеціального комітету.
20 вересня залізничне постачання будівництва підприємства було доручено Б. М. Арутюнову, О. М. Комаровському і М. А. Борисову.
У 1953—1963 роках Комаровський був начальником Головпромбуду (відомство з будівництва об'єктів атомної промисловості, яке кілька разів переходило у підпорядкування то МВС СРСР, то Міністерства середнього машинобудування СРСР (багато років обіймав посаду заступника Міністра середнього машинобудування СРСР з будівництва). Зокрема, під керівництвом Комаровського були побудовані перша радянська атомна електростанція, комбінат «Маяк», центр атомної промисловості Челябінськ-40 і багато інших об'єктів. За заслуги в будівництві об'єктів для створення першої радянської атомної бомби указом від 29 жовтня 1949 Комаровскому було присвоєно звання Героя Соціалістичної праці.
Роботами керував Л. П. Берія.
З Комаровським працювали Я. Д. Раппопорт, С. Н. Круглов, будівництвом займалися В. А. Саприкін, Д. К. Семичастний та інші.
З грудня 1963 до кінця життя — заступник Міністра оборони СРСР з будівництва та розквартирування військ. Одночасно з 1958 року до кінця життя — завідувач кафедрою Московського інженерно-будівельного інституту імені Куйбишева, а в МІФІ читав курс з будівництва ядерних установок. За останні 10 років життя швидко виріс у військових званнях (до цього 20 років був генерал-майором): генерал-лейтенант з 1963 року, генерал-полковник з 1965 року, генерал армії з 2 листопада 1972.
Депутат ВР СРСР 8-го скликання (1970—1973). Жив у Москві. Похований на Новодівочому кладовищі.